# Mata Maguey, Tierra Blanca
Mata Maguey är en ort i Mexiko.   Den ligger i kommunen Tierra Blanca och delstaten Veracruz, i den sydöstra delen av landet, 290 km öster om huvudstaden Mexico City. Mata Maguey ligger 135 meter över havet och antalet invånare är 258.
Terrängen runt Mata Maguey är platt, och sluttar österut. Runt Mata Maguey är det ganska tätbefolkat, med 65 invånare per kvadratkilometer. Närmaste större samhälle är Huixcolotla, 5,5 km söder om Mata Maguey. Trakten runt Mata Maguey består till största delen av jordbruksmark.